# Dragon Rapide (película)
Dragon Rapide es una película española de 1986 dirigida por Jaime Camino y basada en los acontecimientos previos al golpe de Estado de julio de 1936, centrándose en las actividades del general Francisco Franco. Contó con la colaboración de Ian Gibson como asesor histórico.

## Argumento
El general Franco se encuentra en las islas Canarias. Insta a ciertos generales de confianza para que contraten un avión (Dragon Rapide) en Londres para que le ayuden a recalar en el Protectorado Español de Marruecos y encabezar la inminente sublevación militar que daría lugar a la Guerra Civil. Para ello tiene el apoyo de un nutrido grupo de militares del Ejército Español de África.

## Reparto
| Actor                 | Personaje                       |
| --------------------- | ------------------------------- |
| Juan Diego            | Francisco Franco                |
| Vicky Peña            | Carmen Polo                     |
| Manuel de Blas        | General Mola                    |
| Pedro Díez del Corral | Teniente coronel Salgado-Araujo |
| Eduardo MacGregor     | General Fanjul                  |
| Saturno Cerra         | General Kindelán                |
| Santiago Ramos        | Luis Bolín                      |
| José Luis Pellicena   | José Calvo Sotelo               |
| Ángela Rosal          |                                 |
| Francisco Casares     |                                 |
| Laura García Lorca    |                                 |
| Micky Molina          |                                 |
| Rafael Alonso         |                                 |
| José María Caffarel   |                                 |
| Antonio Canal         |                                 |
| Conrado San Martín    |                                 |
| José María Escuer     |                                 |
| José Lifante          |                                 |

## Palmarés cinematográfico
1ª edición de los Premios Goya
| Categoría                     | Persona                    | Resultado  |
| ----------------------------- | -------------------------- | ---------- |
| Mejor actor protagonista      | Juan Diego                 | Candidato  |
| Mejor música original         | Xavier Montsalvatge        | Candidato  |
| Mejor dirección artística     | Félix Murcia               | Ganador    |
| Mejor diseño de vestuario     | Javier Artiñano Elisa Ruiz | Candidatos |
| Mejor maquillaje y peluquería | Fernando Florido           | Ganador    |